# You (Ha Ha Ha)
"You (Ha Ha Ha)" é uma canção da cantora e compositora britânica Charli XCX, de seu álbum de estúdio de estréia, True Romance (2013). Foi lançada como quarto single do álbum em fevereiro de 2013, junto com vários remixes. O videoclipe para a canção foi lançado no YouTube em 10 de Janeiro de 2013.

## Composição
You (Ha Ha Ha) depende fortemente de uma amostra do single de Gold Panda "You". O exemplo fornece "loops psicodélicas" para a trilha, que contém "trance enlouquecedora e ecos de casa assombrada" e "floreios aurais". O som do single tem sido descrito como uma "combinação de UK electro e vocais sacarina".

## Recepção da crítica
Na sua lista das melhores músicas de 2013, Pitchfork classificou "You (Ha Ha Ha)" no número 61. Ele elogiou a amostra de Gold Panda, dizendo que ele "poderia mesmo fazer estranhas elites pop do Tumblr, tentar uma shimmy". Em sua revisão do álbum para a mesma revista, Marc Hogan chamado de faixa "maravilhosamente amarga". A canção também foi dito ser "vingativo e cativante" por AllMusic, que nomeou-a como um dos destaques do álbum. Enquanto isso, ao rever True Romance, Arte Ivan de Tiny Mix Tapes estabeleceu a canção a ser "uma canção pop relativamente normal, em linha reta, que ainda empurra as coisas, especialmente depois da auto-sustentável 'Nuclear Seasons'." Ao apresentar o vídeo da música, Marc Hogan da Spin Magazine disse que o novo single "maravilhosamente enfatiza a alegria e a rua-legal e arrogância pura-pop que se esconde por trás das sombras hipnóticas em trilhas pelos gostos de não só Panda, mas também o atual Charli colaborador de Clams Casino".
A faixa apareceu em muitas listas de fim de ano das melhores músicas de 2013. Spin Magazine incluiu o single no número 31, comparando-a anterior single "I Love It" como de Charli "mais sutil, mais nítida, mais elegante [e] mais vicioso". Ele também foi classificado 33 em listas semelhantes por Consequence of Sound e 40 na Pazz e Jop, pesquisa anual do Village Voice.